# La Barge
La Barge é uma cidade  localizada no estado norte-americano de Wyoming, no Condado de Lincoln.

## Demografia
Segundo o censo norte-americano de 2000, a sua população era de 431 habitantes.
Em 2006, foi estimada uma população de 440, um aumento de 9 (2.1%).

## Geografia
De acordo com o United States Census Bureau tem uma área de
2,4 km², dos quais 2,3 km² cobertos por terra e 0,1 km² cobertos por água. La Barge localiza-se a aproximadamente 2010 m acima do nível do mar.

## Localidades na vizinhança
O diagrama seguinte representa as localidades num raio de 68 km ao redor de La Barge.